# Comparsaria de gigantones e cabeçudos de Pamplona

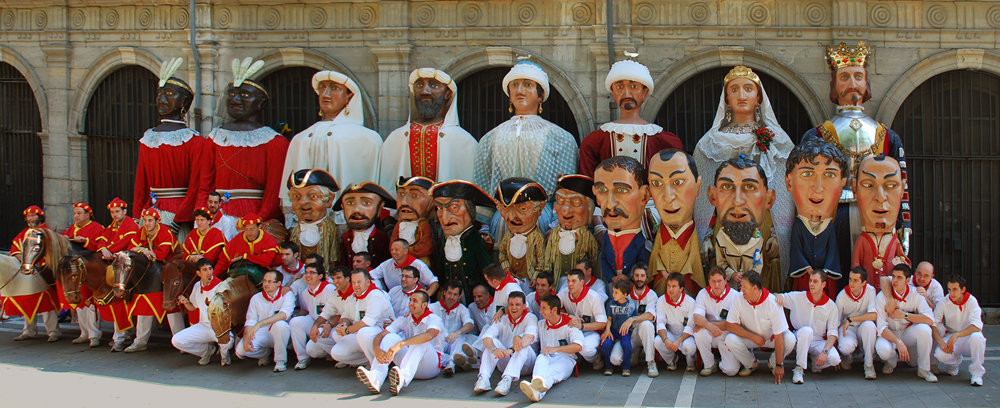
Fotografia de toda a comparsaria

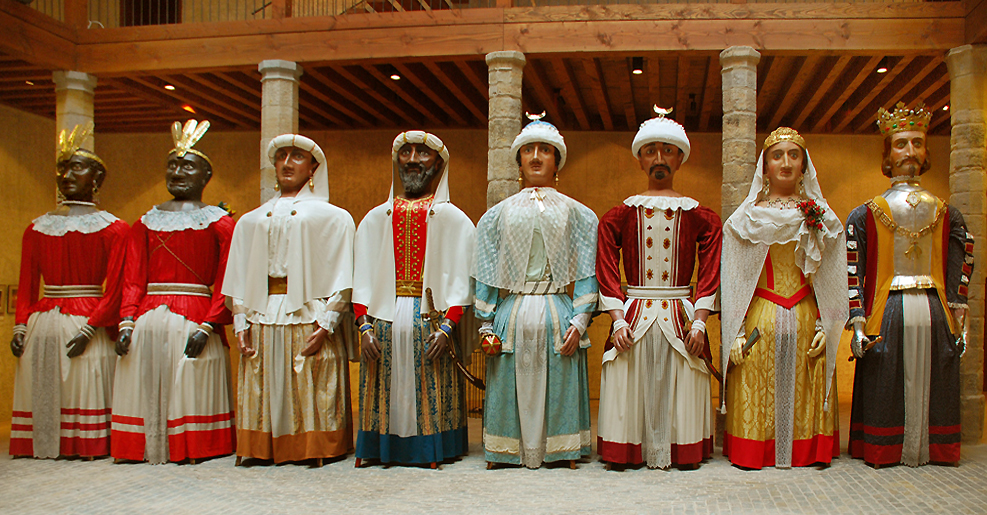
Gigantones. Da esquerda para a direita: os reis afro-americanos, os reis mouros, os reis asiáticos e os reis europeus

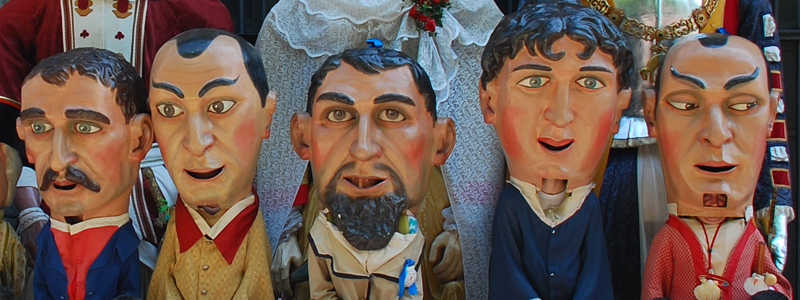
Cabeçudos

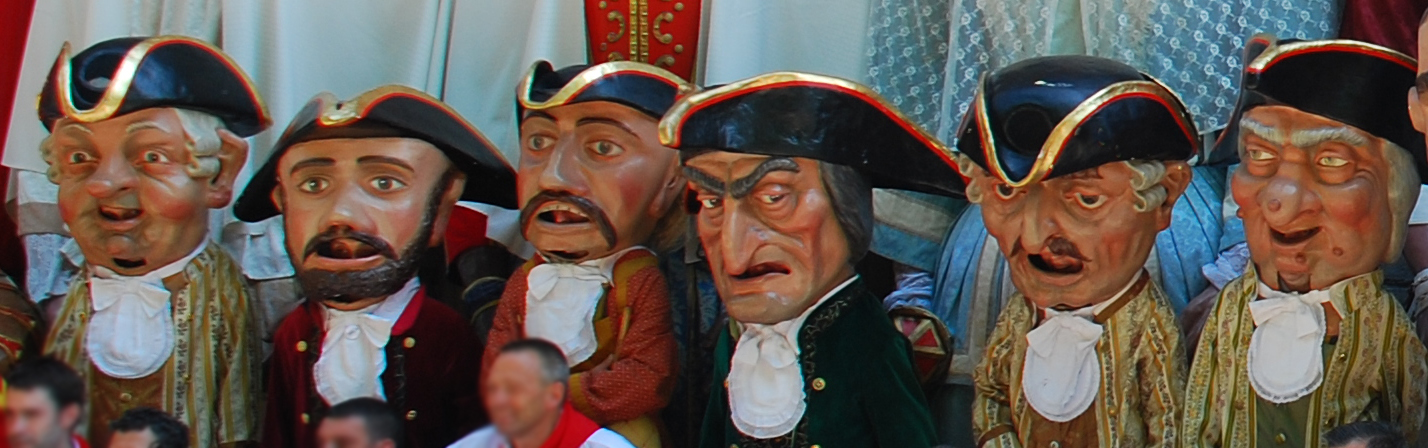
Kilikis

A Comparsaria de gigantones e cabeçudos de Pamplona (em castelhano: Comparsa de gigantes y cabezudos de Pamplona) é um conjunto de figuras de papier mâché de gigantones, "cabeçudos", kilikis (uma espécie de "gigantones anões") e zaldikos (cavalos) que animam as festas de Pamplona, a capital de Navarra. São um dos atrativos das famosas Festas de São Firmino (Sanfermines), que anualmente se realizam entre 6 e 14 de julho naquela cidade.

## História
As menções mais antigas a gigantones em Pamplona remontam ao ano de 1600. Em 1657 Francisco de Azpigalla fabricou 8 gigantones e dois "gigantilhos" (gigantillos), que custaram 4 064 reais. Ao que parece, tanto nesse século como no século seguinte, a catedral e o Ayuntamiento tinham os seus próprios gigantones.
Uma proibição de Carlos III de Espanha de 1780 obrigou a que as figuras deixassem de sair em procissões e diversos atos religiosos, por serem considerados uma distração para a fé. Este facto provocou a decadência das figuras, tendo as do ayuntamiento sido destruídas e as da catedral abandonadas até cerca de 1813, quando foram reencontradas por um carpinteiros e voltaram a ter a importância do passado.
Essas figuras eram seis gigantes que representavam um casal de turcos, outro de mouros (negros) e outra de brancos. O cabildo da catedral cedia-os ao município quando era necessário, e apesar de terem sido restaurados em 1839, o seu aspeto devia ser deplorável, pelo que em 1860 o pintor navarro Tadeo Amorena envia uma missiva ao ayuntamiento propondo-se construir novos gigantones, do mesmo tamanho dos que existiam, mas mais leves e melhor proporcionados. Começou por fazer o casal europeu e apresentou-o ao ayuntamiento, convencendo os vereadores a que lhe encomendassem o resto. As restantes figuras que compõem a comparsaria foram adquiridas ao longo dos anos, o que explica as diferenças estéticas que há entre elas.

## Figuras componentes

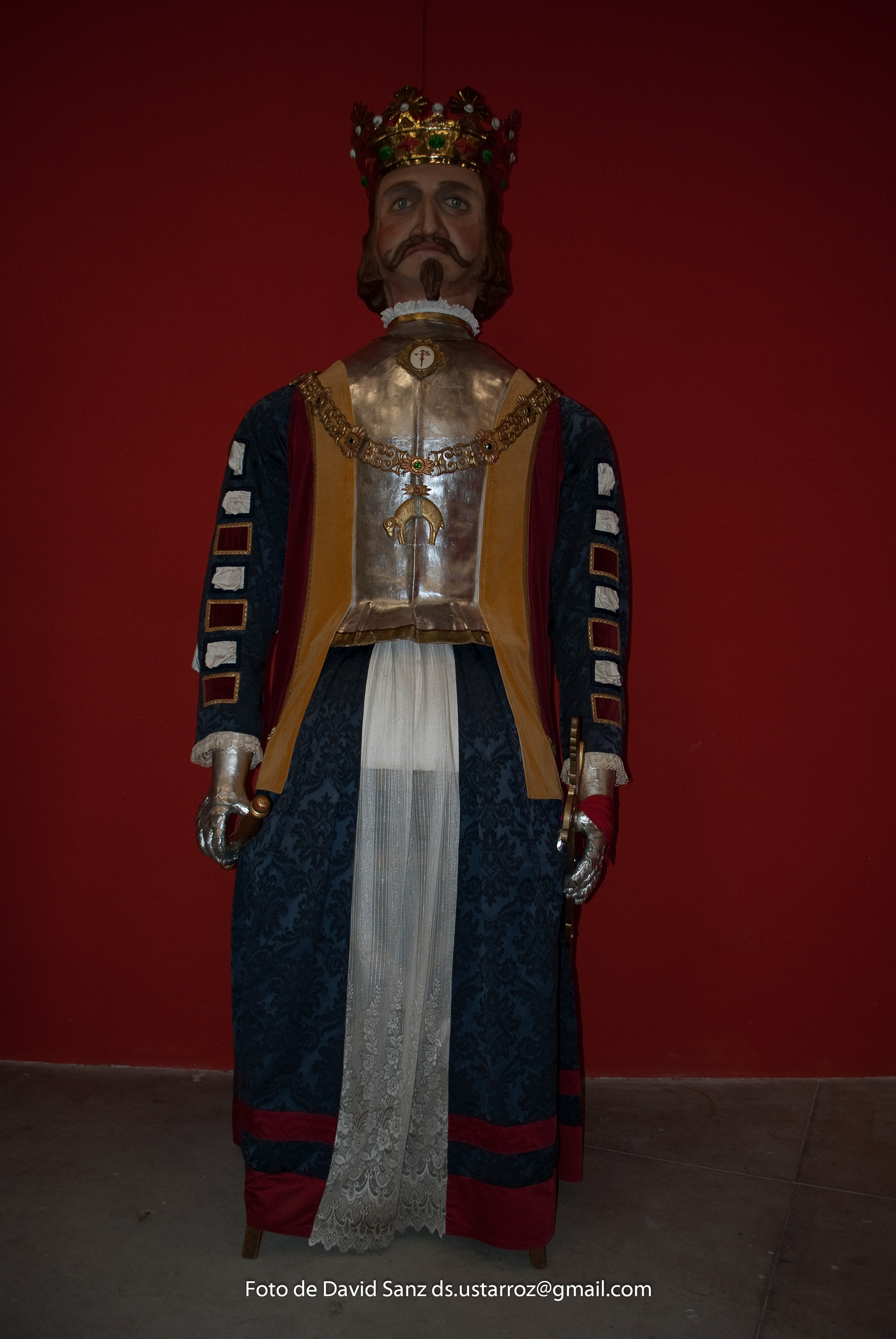
O gigantone do rei europeu Joshemiguelerico

### Gigantones
Os gigantones (em espanhol: gigantes) são 8 figuras criadas em 1860 por Tadeo Amorena, que representam 4 pares de reis de 4 raças diferentes: europeus, asiáticos, africanos e afro-americanos. Medem entre 3,85 e 3,90 metros, chegando a atingir 4,20 m com o carregador. O peso oscila entre os 55,8 e os 62,8&kg, ainda que o maior inconveniente de os carregar não é o peso mas a forma como o mesmo está distribuído e resistência criada por fatores como o vento. Os nomes destas figuras são: Rei Europeu Joshemiguelerico, Rainha Europeia Joshepamunda, Rei Asiático Sidi abd El Mohame, Rainha Asiática Esther Arata, Rei Africano Selim-pia Elcalzao, Rainha Africana Larancha-la, Rei Americano Toko-toko e Rainha Americana Braulia.
Percorrem as ruas ao som de pasacalles entoadas por gaitas navarras (uma espécie de dulzaina). Sempre que um gigantone se desloca fá-lo ao som de um tambor. De tempos a tempos detêm-se em frente de sedes, edifícios singulares, casas de membros da comparsaria,  etc., onde lhes oferecem bebidas e comida, sendo estes favores agradecidos dedicando uma dança a quem faz as ofertas. Também dançam em honra da cidade em frente à sede do ayuntamiento e de outros edifícios que são sede de grupos ou instituições da cidade, como por exemplo a Casa da Misericórdia. Para a correta execução das danças, estas são ensaiadas desde depois da Semana Santa até ao início dos Sanfermines.
A estética das figuras foi mudando ao longo dos anos. Não se sabe com exatidão como eram os trajes antigos nem as suas cores. A fotografia mais antiga que se conserva é de 1874, 14 anos depois da construção, pelo que é possível que nessa imagem se vejam os trajes originais, notoriamente diferentes, em alguns casos muito, dos atuais. Nos últimos anos tem-se desenvolvido um trabalho de pesquisa documental para recuperar o trajes usados no início do século XX, um período para o qual há mais imagens e de melhor qualidade.
A maioria das figuras leva na mão um elemento distintivo. O rei europeu leva um cetro e uma espada, a rainha um leque fechado; o rei asiático uma espada sarracena, a sua consorte uma taça; o rei africano outra espada sarracena, a rainha não leva nada; o rei negro (americano) traz nas costas uma aljava com flechas e arco e a rainha usava um leque de penas aberto até ao início do século XX, mas há quase 100 anos que já não o usa.

### Cabeçudos

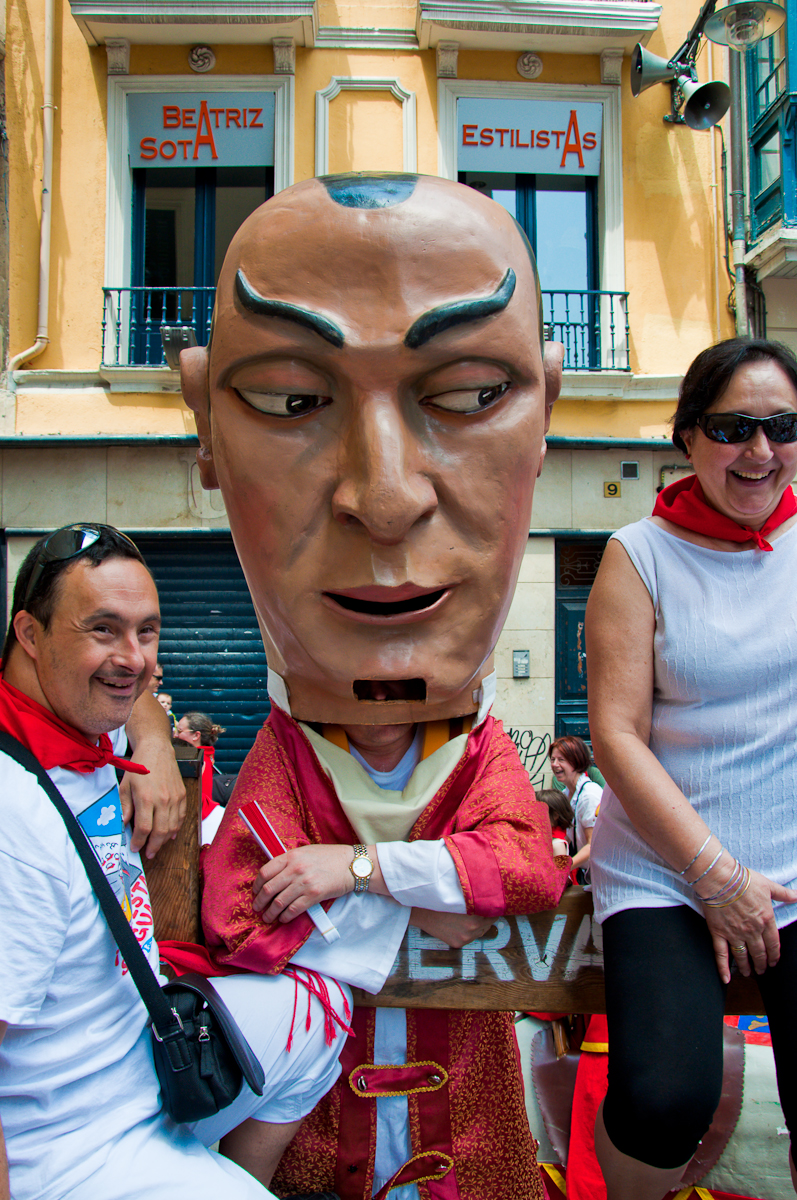
Um dos cabeçudos

Os cabeçudos são cinco e foram construídos por Félix Flores en 1890. Apesar das suas grandes cabeças com mais de um metro de altura, mais de dois metros de perímetro e 14 kg cada uma, o seu único propósito é passearem e precederem os gigantones, dando a mão às crianças. Os seus nomes são: "Alcaide" (alcalde), "Vereador" (concejal), "Avó" (abuela), "Japonês" e "Japonesa". Os três homens usam como apoio um bastão com uma grande maçaneta metálica. A "Avó" apoia-se numa sombrinha. A "Japonesa" alivia-se das quentes manhãs sanfermineras com um pequeno leque, embora em teoria deveria fazê-lo com um pai-pai (abanico rígido japonês).
O "Alcaide" tem uma particularidade: os seus olhos são móveis. Um sistema simples de contrapesos na parte inferior dos mesmos fazem com que mantenham a íris perpendicular ao solo, pelo que os olhos movem-se quando move a cabeça. Além disso, no interior tem um cordel com o qual o carregador os faz balançar, para assombro da pequenada.

### Kilikis
A origem dos kilikis remonta ao século XVI. Nesses tempos eram chamados gigantillos. Mais tarde, em meados do século XIX, chamaram-lhes cabeçudos e também bocaparteras (lit: "bocas parteiras"). A origem da palavra kiliki é desconhecida, embora alguns autores pensem que provém do basco kili-kili (bebedeira).
Os kilikis de Pamplona são seis. Distinguem-se dos cabeçudos por serem de menor tamanho e todos usarem tricórnio (chapéu com três bicos). O seu peso oscila entre os 10 e os 12 kg. Andam com uma vara de espuma com que batem nas crianças (e noutros não tão crianças como isso). Antigamente esta vara era feita de couro, curtida e insuflada. Os seus nomes são: "Coletas" (rabichos), "Barbas", "Patata" (batata), "Napoleón", "Caravinagre" ("cara azeda", de mau génio), "Berrugón" (verrugão). Os mais antigos, provavelmente executados por Tadeo Amorena en 1860, são o "Coletas" e o "Barbas"; o "Patata" e o "Napoleón" foram construídos em Barcelona em 1912 por Benito Escaler; o "Caravinagre" e o "Berrugón" foram criados em Valência em 1941 nas oficinas Porta-Coeli. Embora no passado isso não se passasse, atualmente o mais popular dos kilikis e o que tem mais atenção é "Caravinagre". O cartaz dos Sanfermines de 1997 tinham a sua cara.

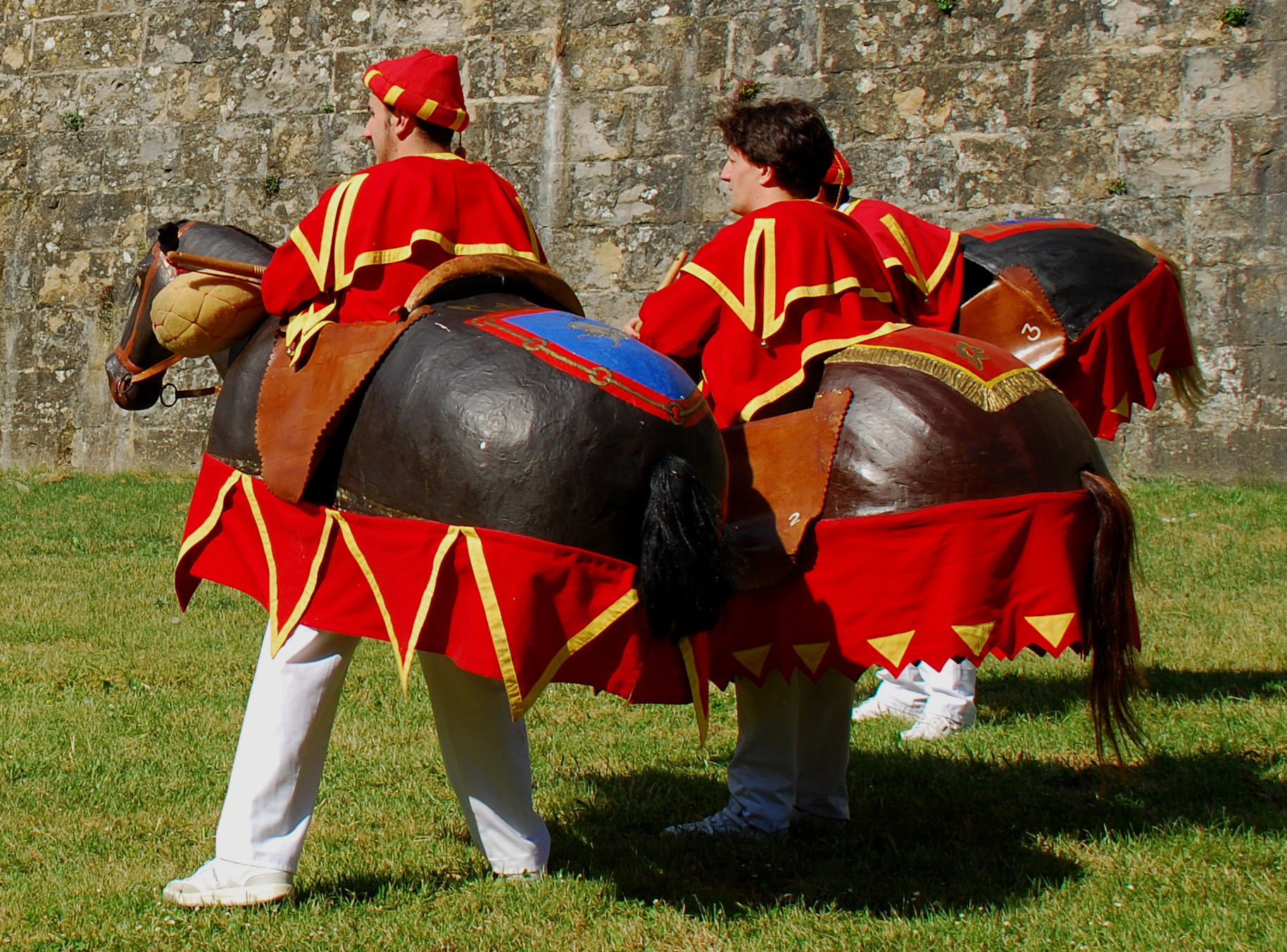
Zaldikos

Na realidade existe um sétimo kiliki na comparsaria, o "Ribero", o qual foi oferecido pela Orden del Volantín de Tudela em 1977. Representa um jovem vestido de pamplonico, de branco com faixa, lenço e boina vermelhas. Saiu durante vários anos, mas atualmente já não o faz pois a sua estética é muito diferente do resto das figuras da comparsaria.

### Zaldikos
Os zaldikos são seis cavalos com os seus cavaleiros. Como os kilikis, batem nas pessoas com varas. Ao largo dos séculos também foram denominados caballicos ou caballitos. Os zaldikos não têm nomes, apenas são numerados de um a seis.
Foram adquiridos ao logo dos anos aos pares, diferenciando-se cada um dos três pares pelo seu aspeto. Os mais antigos, de 1910, foram criados pelo criador dos kilikis "Patata" e o "Napoleón". Para que o seu aspeto foi o mais parecido possível com os então existentes, foram enviadas fotografias para Barcelona. Os mais recentes são de 1941, não se sabendo a idade do outro par, pois não há documentação relativa à sua aquisição, mas por se saber que em 1910 já existiam zaldikos, é provável que também sejam de 1860, como os gigantones e os primeiros kilikis.

### Carregadores
Todas as manhãs sanfermineras, os passeios das figuras são assegurados por cerca de 58 carregadores. Cada gigante tem três carregadores, que se vão alternando a carregá-los, uma tarefa de grande exigência física, pois além de simplesmente carregá-los às costas, têm que dançar. As restantes figuras (cabeçudos, kilikis e zaldikos) têm dois carregadores, cada um fazendo metade do percurso.
Além dos carregadores, cada saída da comparsaria requer o acompanhamento indispensável de dois gaiteiros e um tamborileiro por cada gigantone, exceto a rainha negra, que é acompanhada por txistularis, os quais tocam txistus e pequenos tambores. Alguns dos músicos são gaiteiros municipais, os restantes pertencem a diversos grupos, pelo que tecnicamente não fazem parte da comparsaria, apesar de serem fundamentais para as suas apresentações.

## Atuações

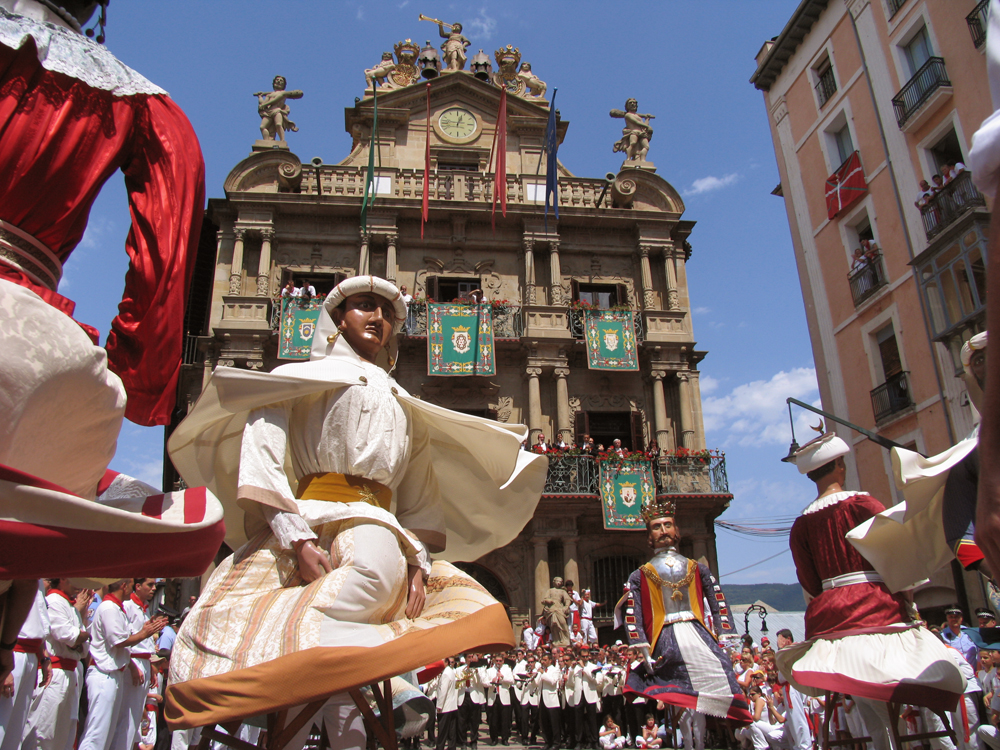
Dança dos gigantones em frente ao Ayuntamiento de Pamplona

### Sanfermines
As Festas de São Firmino (Sanfermines) são o momento mais especial a que assiste a comparsaria ao longo do ano. Com um total de nove saída entre os dias 6 e 14 de julho, inclusive, são, pela sua duração e pelas circunstâncias especiais, o ato em que requer mais tempo e esforço.
A primeira saída tem lugar na tarde de 6 de julho, poucas horas depois do chupinazo. Até há alguns anos, a tradição era que acompanhassem a corporação municipal (membros do ayuntamiento) "em Cuerpo de Ciudad" à "missa das vésperas" na Capela de São Firmino da Igreja de São Lourenço, desde a sede do ayuntamiento até à igreja, ao longo da Calle Mayor, enquanto a banda La Pamplonesa tocava El vals de Astrain, no popular ato chamado Riau-riau (o nome popular da música, derivada do seu mote). Devido a alguns incidentes, essa marcha foi suspensa, e atualmente a comparsaria limita-se a percorrer algumas ruas da cidade até ao ayuntamiento, onde as figuras são guardadas até ao dia seguinte.
O dia principal das festas, 7 de julho, é o de atividade mais intensa para a comparsaria. Esta sai do ayuntamiento e acompanha a corporação municipal até à catedral, onde recolhem ao cabildo catedralício. Seguidamente descem pela Calle Curia, passam por Mercaderes, pela Praça Consistorial (do ayuntamiento) e seguem pela Calle Mayor até à Igreja de São Lourenço. Cerca das 10 da manhã sai desta igreja a procissão de São Firmino, a qual é precedida pela comparsaria. Percorrem as ruas da Taconera, San Antón, Zapatería, e novamente a Praça Consistorial e a Calle Mayor, voltando à Igreja de São Lourenço, onde descansam assistindo à missa. Quando esta termina, acompanham novamente a corporação municipal e o cabildo até à catedral, onde tem lugar o momentico (momentinho), um momento muito especial em que os gigantones bailam no átrio da catedral enquanto soam os sinos, nomeadamente o denominado "Maria", o maior de Espanha ainda em uso. O toque das gaitas e tímpanos municipais anunciam a entrada da corporação no templo. Após o momentico, desde pela Rua Curia e sobem a de Mercaderes, atravessam a Praça do Castelo, Avenida San Ignacio, Estella, Yanguas y Miranda, até chegarem ao novo terminal rodoviário, onde descansa até ao dia seguinte.
|  |  |
|  |  |

Nos restantes dos dias de festa, vistiam novamente a Igreja de São Lourenço no "Dia del niño" e fazem diversos percursos que tendem a ser iguais todos os anos, pela parte velha da cidade, exceto no domingo, que devido à grande afluência de público, percorrem os Segundo Ensanche, uma zona onde as ruas são muito mais largas.
No último dia, 14 de julho, recolhem a corporação municipal no ayuntamiento e acompanham-na novamente até São Lourenço, para que assistam à "Oitava", a última missa, do oitavo dia da destas (tendo em conta que oficialmente as festas começam a 7, sendo o dia 6 "de vésperas"). Ao regressarem à Praça Consistorial tem lugar mais um momento especial das festas — por volta das 12:30, os gigantes executam uma série de danças na praça, acompanhados pela La Pamplonesa, para deleite de locais e forasteiros, e até os kilikis dançam com as dantzaris municipais.
Após assistirem a alguams das danças dos dantzaris, dirigem-se ao terminal rodoviário, onde tem lugar o último acto das festas, o mais emotivo, o da despedida. Os cabeçudos, kilikis e zaldikos despedem-se das crianças atirando caramelos, em jeito de compensação por lhes terem batido ao longo dos outros dias. Os gigantones executam diversas danças e são baixados pelos seus carregadores até que a cabeça chegue à altura das crianças, para que estas as possam beijar. Depois de algumas tentativas falhadas de recolhê-los nas suas dependências, acabam por ser guardados e há que esperar alguns meses para voltar a vê-los.

### San Fermín"chiquito"
As festas de São Firmino "chiquito" (pequenino), ou São Firmino de Aldapa, têm lugar no penúltimo fim de semana de setembro. São as festas do bairro de Navarrería, mas por este se situar em pleno centro e estar sob a advogação de São Firmino, gozam de grande popularidade e respeito dos outros bairros de Pamplona, que também têm as suas festas particulares. No sábado à tarde a comparsaria percorre as ruas do Casco Antiguo, passa a noite no ayuntamiento e na manhã seguinte acompanham São Firmino de Aldapa na sua procissão pela Navarrería, regressando depois à sua sede no terminal rodoviário.

### São Saturnino

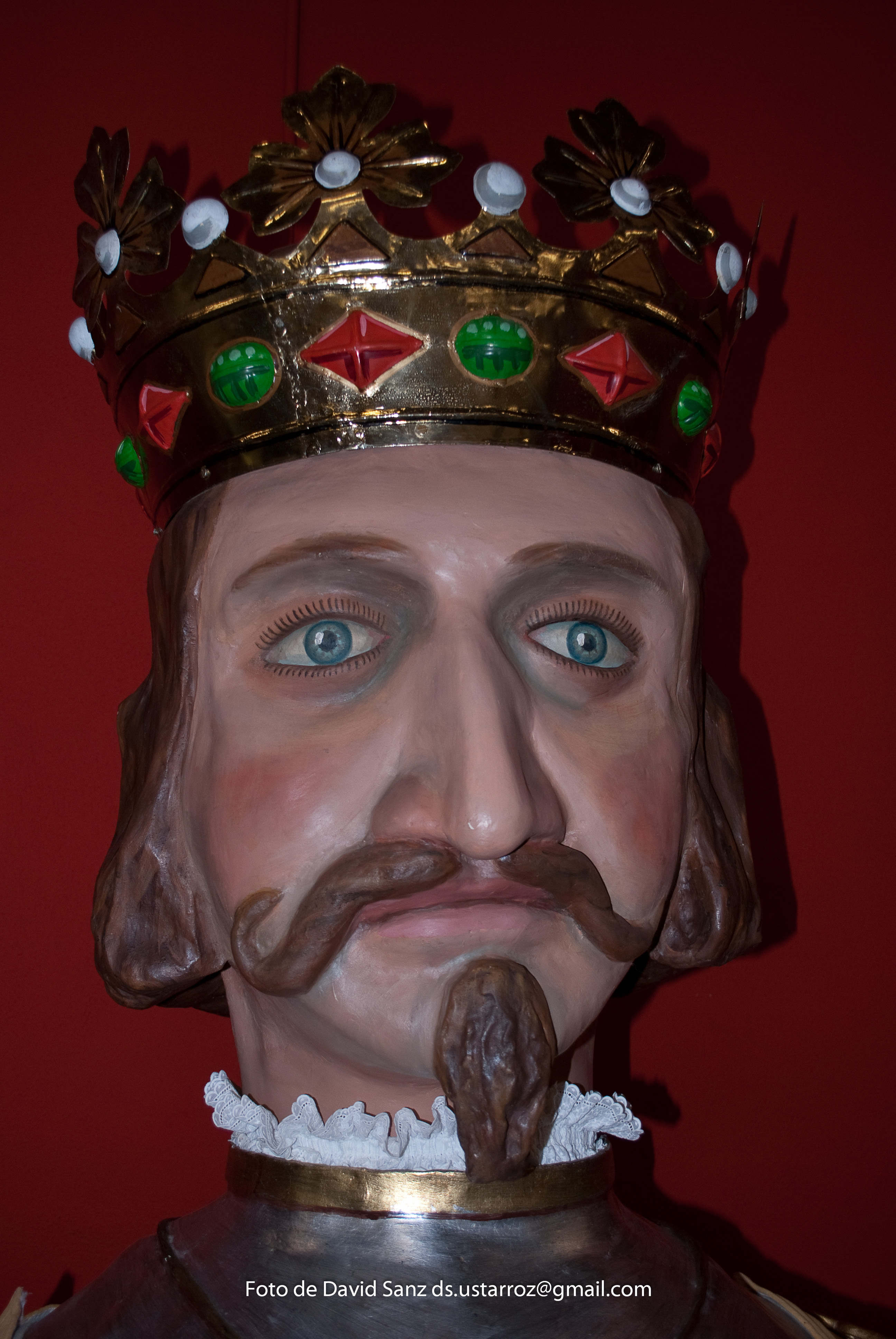
Cabeça do rei europeu

Apesar do que pensa a maioria dos foratseiros e inclusivamente alguns pamploneses, o padroeiro de Pamplona é São Saturnino, e não São Firmino, o qual é padroeiro da Diocese de Pamplona e co-padroeiro de Navarra juntamente com São Francisco Xavier.
A 29 de novembro, dia de São Saturnino, quando o tempo o permite, o que é muito raro, a comparsaria sai a acompanhando o santo na procissão que sai da sua igreja e percorre a parte antiga. Uma vez terminada a procissão, voltam ao terminal rodoviário. Normalmente o São Saturnino é o último ato em que participam.

### Outros atos
Ao longo da sua história, a comparsaria ou parte dela participou em numerosos  atos fora dos oficiais e tradicionais já mencionados. Entre as muitas cidades visitadas, podem citar-se Tudela, São Sebastião, as exposições mundiais de 2008 (em Saragoça) e de 1992 (em Sevilha), a FITUR em Madrid, etc.
Em Pamplona participaram em diversos eventos festivos, como Cavalgadas dos Reis Magos, e estiveram na cidadela no dia em que o exército a entregou oficialmente à cidade, assistiram ao início do derrube da parte das muralhas que fechava a cidade a sul, um dia saíram para celebrar o Privilégio da União (o foral que unificou Pamplona no século XV), em diversos espetáculos musicais, um deles no Baluarte, etc. Nos anos 1990 participaram numa zarzuela de gigantones e cabeçudos na Praça de Touros Monumental de Pamplona.
Em 2010 percorreram todos os bairros da cidade para comemorar o 150º aniversário da criação da comparsaria, tendo sido então galardoados com a medalha de ouro da cidade numa cerimónia celebrada no Teatro Gayarre. Mas sem dúvida o evento mais singular a que assistiram teve lugar em 12 de outubro de 1962, quando percorreram a Quinta Avenida de Nova Iorque num desfile do Dia da Hispanidade (que comemora a Descoberta da América por Cristóvão Colombo).